# Rhizolamiella
Rhizolamiella, monortipski rod crvenih algi iz porodice Spongitaceae. Jedina vrsta, jedna je morska alga R. colli.
Rod je opisan 1982.